# Friedrich Ernst Jester

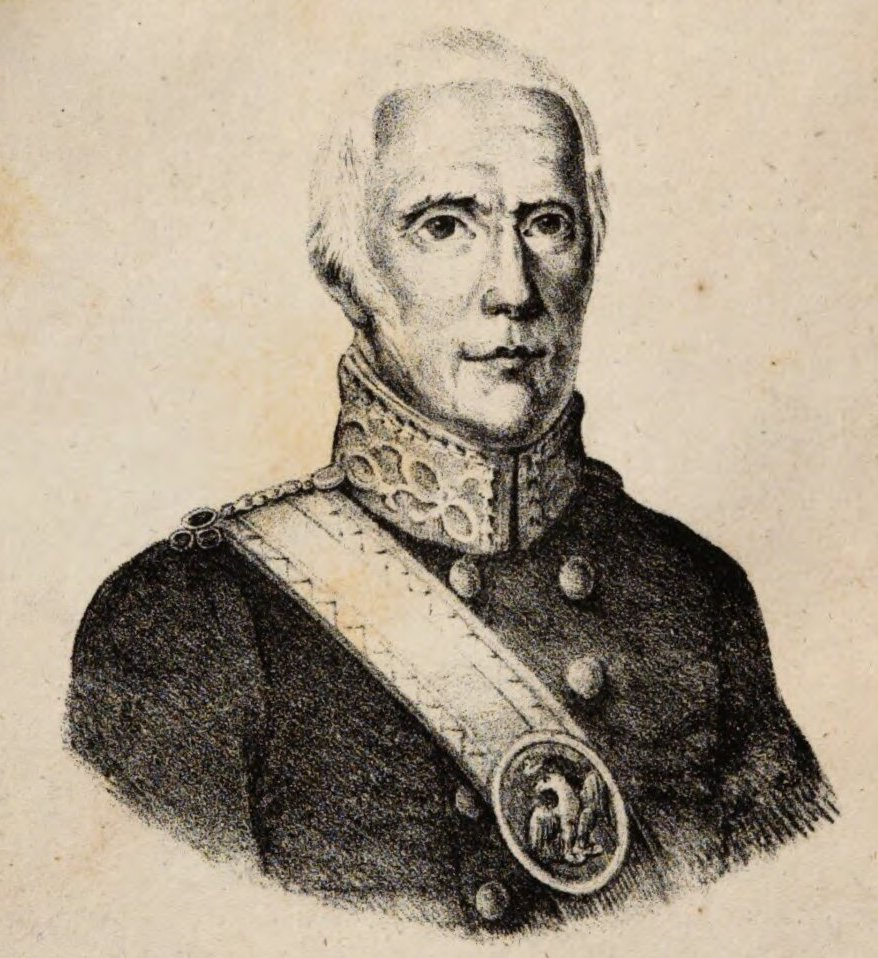
Friedrich Ernst Jester

Friedrich Ernst Jester (* 9. Oktober 1743 in Königsberg; † 14. April 1822 ebenda) war ein deutscher Forstmann und Autor. Neben Schriften zu jagdlichen und forstlichen Themen betätigte er sich auch als Dramatiker und Librettist. 

## Leben

### Herkunft und Ausbildung
Friedrich Ernst Jester, Sohn eines Sekretärs beim Handelskollegium, verlor früh seine Eltern. Acht Tage nach der Geburt des einzigen Sohnes starb seine Mutter, drei Jahre darauf auch sein Vater. Fortan wuchs der Junge bei Verwandten in der Familie des Notars Bielefeld auf. Er erhielt zunächst Privatunterricht und besuchte dann vom zwölften bis fünfzehnten Lebensjahr die höheren Klassen der altstädtischen Parochialschule. So vorbereitet, konnte er an der Königlichen Albertus-Universität Königsberg Rechtswissenschaften studieren. Damit entsprach er dem Wunsch seines Pflegevaters. Sein Studium absolvierte er mit Gewissenhaftigkeit, aber ohne innere Neigung. Neben seinem Hauptstudium hörte er unter anderem auch Philosophie bei Immanuel Kant, Mathematik bei Friedrich Johann Buck und Naturkunde bei Johann Gottfried Teske.
1765 begab sich Jester auf Reisen durch Deutschland, die Schweiz und Frankreich, wo er drei Monate in Paris verbrachte. Auf diesen Wanderungen kam er mit einer ganzen Reihe von Künstlern und Gelehrten in Kontakt, wobei ihm vor allem Dichter wie Gotthold Ephraim Lessing Anregungen gaben. Jester erweiterte in diesen Jahren nicht nur seine künstlerischen und juristischen Kenntnisse, sondern erwarb auch praktische Fertigkeiten. So machte er sich beispielsweise bei Aufenthalten in Thüringen und im Harz mit dem Bergbau sowie dem Hüttenwesen und der damit eng verknüpften Forstwirtschaft vertraut.

### Erste Berufsjahre
Kaum dass er 1767 in seine Vaterstadt zurückgekehrt war, wurde er dort von seinem Verwandten und Paten, dem Minister von Rhod, der preußischer Gesandter am Wiener Hof war, als Sekretär an der Gesandtschaft engagiert. In dieser Funktion lernte Jester unter anderem Kaiser Joseph II. und Friedrich den Großen persönlich kennen und bereiste dienstlich Italien und Tirol. Da er in Wien wöchentlich nur zwei Mal im Büro zu erscheinen hatte, blieb Jester zudem ausreichend Freiraum, seinen künstlerischen und wissenschaftlichen Neigungen nachzugehen. Seit seinem 14. Lebensjahr ein begeisterter Jäger, erlernte er in der Nähe der Kaiserstadt bei einem kaiserlichen Oberförster drei Jahre lang förmlich-praktisch die Forstwirtschaft und Jägerei. Im Jahr 1772 kehrte er mit dem Gesandten nach Königsberg zurück. Dort übernahm er zunächst den Posten eines zweiten Bibliothekars an der Königlichen Universitätsbibliothek und nebenbei die Sekretärsstelle beim Präsidenten Johann Friedrich von Domhardt.

### Aufstieg in der preußischen Forstverwaltung
1775 wurde Jester zum Kriegs-, Domänen- und Präsidialrat der Kriegs- und Domänenkammer in Königsberg ernannt und aushilfsweise ein Jahr nach Marienwerder beordert. Nach seiner Rückkehr konzentrierte er sich zunehmend auf die im Preußen jener Jahre gerade aufblühende nachhaltige Forstwirtschaft. Dienstreisen mit dem Präsidenten von Domhardt und dessen Nachfolger von Golz verschafften ihm Einblick in den damals noch sehr der Verbesserung bedürftigen Zustand der preußischen Forste und bereicherten seine forstlichen Kenntnisse und Erfahrungen. Dies hatte 1780 seine Anstellung als Forstdepartementsrat bei der Kriegs- und Domänenkammer durch Minister Levin Rudolph von der Schulenburg zur Folge. 1788 zum Oberforstrat ernannt, erhielt Jester 1805 den Charakter eines Oberforstmeisters – eine Auszeichnung, die bis dahin in Preußen aufgrund des Adelsprivilegs Bürgerlichen nur ganz selten zuteilgeworden war. In die forstlichen Zirkel seiner Zeit war er weit über den Königsberger Raum hinaus gut eingebunden, beispielsweise als aktives Mitglied der 1795 von Johann Matthäus Bechstein ins Leben gerufenen „Societät für Forst- und Jagdkunde“.
Jester wirkte nicht nur auf dem Gebiet der Forstorganisation sehr erfolgreich, sondern vor allem auch auf dem Gebiet des Waldbaus. So ließ er in der Provinz Preußen neue Wälder anlegen, förderte die Einführung fremder Baumarten wie etwa der Lärchen und legte sein besonderes Augenmerk auf die Bepflanzung von Flugsand- und Dünen-Flächen. Außerdem ist Jester die Schonung des seinerzeit der Ausrottung nahen Elchwildes in der Region des Kurischen Haffs und der Kurischen Nehrung zu verdanken.

### Der Jagd- und Forstschriftsteller
Seine umfangreichen jagdlichen Erfahrungen legte Friedrich Ernst Jester in der mehrbändigen Reihe Über die kleine Jagd, zum Gebrauche angehender Jäger und Jagdliebhaber nieder. Die von 1793 bis 1808 erschienenen Teilbände brachten ihm eine große Bekanntheit im deutschsprachigen Raum und auch darüber hinaus ein. Zu seinen forstlichen Fachpublikationen gehören die dreiteilige Anleitung zur Kenntniß und zweckmäßigen Zugutemachung der Nutzhölzer, die Jester 1815 und 1816 im Alter von 72 Jahren veröffentlichte, und seine Erfahrungen über Borkenkäfer- und Raupenfraß. Er hatte richtigerweise erkannt, dass Borkenkäfer auch gesundes Holz befallen können und plädierte daher für entsprechende Aushiebe in befallenen Beständen, um eine Ausbreitung der Käfer auf noch ungeschädigte Bäume zu unterbinden.

### Wirken für die Bühne
Bereits während seiner Studienjahre in Königsberg hatte sich Friedrich Ernst Jester mit der französischen Sprache beschäftigt und sich besonders für die Dicht- und Schauspielkunst begeistert. Von dem ebenfalls dichterisch aktiven Königsberger Kammersekretär John ließ er sich in der Metrik unterweisen. Und zusammen mit seinem begüterten Freund Tritt aus Danzig rief er – ganz im Trend der Zeit – ein Liebhabertheater ins Leben, an dem er selbst wiederholt auftrat. Bei diesen Auftritten stellte Jester gelegentlich auch Frauen dar. So verkörperte er etwa die Titelrolle der Sara Sampson in dem gleichnamigen Trauerspiel von Gotthold Ephraim Lessing. Diese Travestien gelangen ihm aufgrund seiner sanften Stimme, seines zarten Körpers, feiner Bildung und Gewandtheit so perfekt, dass sogar Frauen davon überzeugt waren, sie hätten es mit einer Geschlechtsgenossin zu tun.
Seine Karriere als Bühnenautor begann jedoch erst in seinen Wiener Jahren. Seine dortigen großen beruflichen Freiräume nutzte er dazu, unter anderem das Lustspiel Das Duell, oder das junge Ehepaar und das Schauspiel Das Duell, oder der Weise in der That (beide 1768 gedruckt) zu verfassen. Außerdem übersetzte Jester französische Lustspiele. In Königsberg tat er sich erfolgreich mit dem Komponisten Friedrich Ludwig Benda zusammen und schrieb die Libretti für dessen komische Oper Louise (1789) und die Operette Mariechen (1792). Nach Bendas Tod folgten weitere Libretti für die komische Operette Der Wunder-Igel von Carl Siegemund Schönebeck (1793), die „Feenoper“ Der Triumph der Liebe oder Das kühne Abentheuer von C. D. Stegman (1796) und Das Schmuckkästchen von Friedrich Adam Hiller (1803).
Außerdem verfasste Jester, der sich selbst zeitlebens lediglich als Laien- und Gelegenheitsdichter betrachtete, die Schauspiele Freemann oder wie wird das ablaufen? (1790) und Der Dorfprediger (1792). Letzteres war eine Bühnenbearbeitung des seinerzeit international sehr beliebten Romans Der Pfarrer von Wakefield von Oliver Goldsmith aus dem Jahr 1766. Überhaupt arbeitete Jester häufiger fremdes Material um – eine zu seiner Zeit übliche Praxis. Hingegen war Freemann oder wie wird das ablaufen? sein erstes, von fremden etablierten Vorlagen freies und ganz nach eigenen Ideen geschriebenes Stück. Gleichwohl geht es ebenfalls auf bewährte Muster zurück, darunter Werke von Lessing, aber auch von Friedrich Schiller.
Neben der kleineren Schrift Der Freund der Schooßhündchen. Neujahrsgeschenk für Damen (1797) schuf Jester insgesamt fünf Schauspiele, fünf Lustspiele und neun Opernlibretti. Zudem übersetzte er vier Opern sowie 13 Lustspiele so bekannter Autoren wie Nicolas Chamfort, Richard Cumberland, Louis-Benoît Picard und Michel-Jean Sedaine.

### Betätigung als Freimaurer
Neben seiner Betätigung als Schriftsteller und Dramatiker hatte sich Jester in seiner Freizeit der Freimaurerei verschrieben. Er war 1764 in Paris Freimaurer geworden und später Mitglied der Loge Hoffnung in Wien. Als Gegenstück zur bereits bestehenden Königsberger Dreikronenloge gründete er dort am 21. März 1772 zusammen mit Christian Jacob Hewelke, Jacob Friedrich Grimm, Nathanael Holst und Johann Ignaz Wierzbicki die Johannisloge Zum Todtenkopfe. Jester wurde zu ihrem ersten Vorsitzenden Logenmeister gewählt. 1775 rief er auch noch die Loge Zum Phoenix ins Leben, die später mit der Todtenkopfloge zur Loge Zum Todtenkopf und Phoenix vereint wurde. Am 21. März 1822, wenige Tage vor seinem Tode, nahm er noch an der Jubelfeier anlässlich des 50-jährigen Bestehens der Freimaurerloge teil.

### Letzte Lebensjahre
Friedrich Ernst Jester trat 1820 auf sein Nachsuchen hin in den Ruhestand. Zeitlebens unverheiratet, wurde er zuletzt von der Witwe Gerlach, einer langjährigen Freundin, gepflegt. Er starb am 14. April 1822. Seinem Wunsch entsprechend wurde er im Logengarten unter Bäumen, die er selbst gepflanzt hatte, beigesetzt.

## Rezeption und Nachleben
Friedrich Ernst Jester erzielte bereits in seinen Wiener Jahren mit seinen frühen Stücken Aufmerksamkeit, auch im Ausland. So wurde Das Duell, oder das junge Ehepaar (1768) etwa 1780 in einer niederländischen Fassung veröffentlicht. Und Das Duell, oder der Weise in der That (1768) erschien beispielsweise 1786 in einer französischsprachigen Bearbeitung von M. Rauquil-Lieutaud.
Zu Jesters erfolgreichsten Stücken gehört Freemann oder wie wird das ablaufen?, das nicht nur in Ostpreußen augenblicklich sehr beliebt war. Vermutlich 1790 erstmals in Königsberg aufgeführt, wurde es im gleichen Jahr auch in Hamburg gegeben. Das Schauspiel wurde mehrfach nachgedruckt und erfuhr bis zum Ende des Jahrhunderts an verschiedenen Orten rund ein halbes Dutzend Neuauflagen. In der Folge wurde es in vielen Gegenden Deutschlands auf die Bühne gebracht. Ein weiterer großer Bühnenerfolg Jesters war Der Dorfprediger (1792), der mehrfach auch in andere Sprachen übersetzt wurde. So erschien etwa 1795 eine schwedische Fassung und 1815 eine dänische.
Einen Namen als Librettist für Opern und Operetten machte sich Jester vor allem mit der komischen Oper Louise mit der Musik von Friedrich Ludwig Benda. 1789 mit großem Erfolg in Danzig uraufgeführt, war sie für ein Jahrzehnt das beliebteste Bühnenwerk am Ort und wurde auch in vielen anderen Städten gegeben.
Seinen vielleicht anhaltendsten Erfolg erzielte Friedrich Ernst Jester jedoch als Jagdschriftsteller mit seinem mehrbändigen Werk Über die kleine Jagd, zum Gebrauche angehender Jäger und Jagdliebhaber (1793–1808). Bis zu Carl Emil Diezels Niederjagd (ab 1849) galt es als die beste Publikation zum Thema „Niederjagd“. Man fühlt aus allen Heften heraus, wie sehr der Autor auf diesem Gebiete zu Hause ist, aus eigener Anschauung schöpft und aus eigener Erfahrung spricht, urteilte etwa der Forsthistoriker Richard Heß. Jahrzehntelang blieb es ein Standardwerk, das weite Verbreitung in der Jägerschaft fand. Die zweite Auflage erschien 1817 in vier Bänden. Nach Jesters Tod wurde das Werk 1848 und 1859 jeweils von Oberforstrat Carl Heinrich Edmund von Berg erneut aufgelegt. Eine fünfte, allerdings vollständig umgearbeitete Auflage besorgte Oskar von Riesenthal 1884 unter dem Titel Die Kleine Jagd. Für Jäger und Jagdliebhaber. Auch im Ausland stieß Über die kleine Jagd auf Interesse. Teile daraus wurden etwa ins Schwedische übersetzt.
Sein erster Biograf war sein guter Freund Ludwig von Baczko, der noch 1822 die Denkschrift auf den Oberforstmeister Friedrich Ernst Jester veröffentlichte.
In der jüngeren Vergangenheit hat sich vor allem Joseph Kohnen mit Jesters schriftstellerischem Werk, das bereits im Verlauf des 19. Jahrhunderts weitgehend in Vergessenheit geraten war, auseinandergesetzt und 2010 sein Erfolgsstück Freemann oder wie wird das ablaufen? neu herausgegeben.

## Werke (Auswahl)

### Dramatische Werke und Libretti
- Das Duell, oder das junge Ehepaar. Lustspiel in einem Aufzug. Kurtzböck, Wien 1768 (2., verbesserte Auflage. Frankfurth, Leipzig 1771).
- Das Duell, oder der Weise in der That. Schauspiel in fünf Aufzügen. Wien 1768.
- zusammen mit Johann Heinrich Friedrich Müller: Vier Narren in einer Person. Vorspiel in einem Aufzug. Wien 1770.
- Louise. Eine komische Operette in drey Aufzügen. Musik von Friedrich Ludwig Benda. 1789, im Druck bei Nicolovius, Königsberg 1791 (später auch unter dem Titel Arien und Gesänge aus Louise. Eine Oper in 3 Aufzügen. Druck bei J. C. D. Müller, Riga 1794). (UA Königsberg 9. Januar 1791).
- Freemann oder wie wird das ablaufen? Ein Schauspiel in vier Aufzügen. In: Deutsche Schaubühne, Band 23. Augsburg 1790 (auch in Band 22 der Reihe Neue, deutsche Schauspiele. Grätz 1797; Neuauflage, herausgegeben und mit einem Nachwort versehen von Joseph Kohnen, als Band 24 in der Reihe Theatertexte. Wehrhahn, Hannover 2010, ISBN 978-3-86525-156-5).
- Der Dorfprediger. Ein Schauspiel in fünf Aufzügen. Nach dem englischen Roman Der Landpriester von Wakefield. Nicolovius, Königsberg 1792 (auch in Deutsche Schaubühne, Band 42).
- Mariechen. Eine komische Operette in drey Aufzügen. Musik von Friedrich Ludwig Benda. Königsberg 1792 [Klavierauszug, eingerichtet von Johann Wilhelm Schultz].
- Der Wunder-Igel. Eine comische Operette in einem Aufzuge. Musik von Carl Siegemund Schönebeck. Nicolovius, Königsberg, und Breitkopf, Leipzig 1793 [Klavierauszug].
- Der Triumph der Liebe oder Das kühne Abentheuer. Eine Feenoper in vier Aufzügen. Musik von C. D. Stegman. Friedrich Nicolovius, Königsberg 1796 [Klavierauszug]; weitere Ausgabe: Gesaenge aus dem Singspiele Der Triumph der Liebe. Freystatzky und Rabe, Hamburg 1796.
- Der Freund der Schooßhündchen. Ein Neujahrs-Geschenk für Damen auf das Jahr 1797. Nicolovius, Königsberg 1796/1797.
- Das Schmuckkästchen. Operette in einem Akt, 1803; Musik von Friedrich Adam Hiller (Textbuch im Druck als Gesänge aus: Das Schmuckkästchen. Operette in einem Akt. Königsberg 1803).
- Der Pilger. Lustspiel in drei Aufzügen. Nach dem französischen Lustspiel: Le Mariage de Capucin. Mit mehreren Abänderungen und größtentheils blos mit Beibehaltung des Hauptstoffes durchaus frei bearbeitet (UA Königsberg 28. Dezember 1821).

### Übersetzungen
- Nicolas Chamfort: La jeune Indienne, 1764, übersetzt von Jester unter dem Titel Die junge Indianerin. Lustspiel in einem Aufzug.

### Jagdliche und forstliche Schriften
- Ueber die kleine Jagd. Zum Gebrauch angehender Jagdliebhaber. 8 Bände. Nicolovius, Königsberg 1793–1808 (5. Auflage, vollständig umgearbeitet von Oskar von Riesenthal, unter dem Titel Die Kleine Jagd. Für Jäger und Jagdliebhaber. F. A. Brockhaus, Leipzig 1884).
- Anleitung zur Kenntniß und zweckmäßigen Zugutemachung der Nutzhölzer. Jungen angehenden Forstmännern gewidmet. Unzer, Königsberg 1815–1816.